# Loboptera barbarae
Loboptera barbarae är en kackerlacksart som beskrevs av Bohn 1990. Loboptera barbarae ingår i släktet Loboptera och familjen småkackerlackor.
Artens utbredningsområde är Spanien. Inga underarter finns listade i Catalogue of Life.